# 楚瓦什人
楚瓦什人，俄罗斯少数民族。自称恰瓦什人。主要分布在俄罗斯楚瓦什共和国，部分分布在鞑靼斯坦共和国、巴什科尔托斯坦共和国以及乌里扬诺夫、古比雪夫、萨拉托夫等地，近代有少数人移居到西伯利亚和中亚地区。属典型的歐亞混合人種。使用楚瓦什语，分上、下楚瓦什两大方言，属突厥语族。有以西里尔字母为基础的拼音文字。楚瓦什人历史上虽长期遭受异族统治，但仍保持着自己的民族语言、独特的物质文化生活和丰富的民间创作。

## 歷史
楚瓦什人是來自中亞說突厥語的民族（特別是保加爾人），那些鐵勒人隨匈人西遷至東歐與當地烏戈爾語族及伊朗語族混合而成。当时他们是伏尔加保加利亚，是可萨人臣下，現在多數當是韃靼人的一種。

## 語言
楚瓦什人的語言楚瓦什語屬突厥語族，含有大量突厥語辭彙，但是和一般突厥語分別很大。阿拉伯地理學家著重指出，從南俄到中國，突厥語是相通的。只有伏爾加河流域的保加爾人與可薩人例外。一般同属突厥语族的民族都聽不懂，是一種十分特殊的突厥語。楚瓦什語有大量早期突厥語發展的痕迹。这些人可能在突厥汗國沒立國時已到伏爾加河。即是說楚瓦什語在蒙古語已從突厥語中分離出來，但現代書面與口語突厥語尚未形成的時期形成的。巴托爾德更進一步說，楚瓦什語就是匈人語。他們說的是一種未分化的突厥語，而他們本身也是被突厥化的烏戈爾人與斯拉夫人的後人。

## 宗教
楚瓦什人原有传统信仰，18世纪中叶起改信东正教，一小部分信奉伊斯蘭教。

## 經濟
楚瓦什人过去主要从事农业，种植黑麦、燕麦、大麦、大麻等，兼事畜牧业。制作木器、编织麻代等手工业也很发达。擅长刺绣和木刻，图案复杂，色彩鲜艳，被誉为刺绣之乡。十月革命后，经济有很大发展，是俄罗斯的重要工业基地和农业先进地区。